# Autobahndirektion Südbayern
Die Autobahndirektion Südbayern war bis zum 31. Dezember 2020 eine dem Bayerischen Staatsministerium für Wohnen, Bau und Verkehr nachgeordnete Landesbehörde mit Hauptsitz in München (Stadtteil Maxvorstadt). Letzter Leiter war Michael Kordon.
Die „Schwesterbehörde“ war die Autobahndirektion Nordbayern mit Hauptsitz in Nürnberg.

## Geschichte
Seit der Gründung erfolgten einige Umbenennungen. Von 1945 bis zuletzt befand sich der Dienstsitz in der Seidlstraße.
- 1. September 1933 gegründet als „Oberste Bauleitung für die Kraftautobahn München – Landesgrenze (Salzburg)“
- 1935 Oberste Bauleitung der Reichsautobahnen München
- 1945 Verwaltung der Autobahnen in Bayern
- 1949 Straßenbauamt (Autobahnen) München
- 1950 Autobahnamt München
- 1973 Autobahndirektion München
- 1978 Autobahndirektion Südbayern
- 1. Januar 2021 Betriebsübergang zur Niederlassung Südbayern der Autobahn GmbH des Bundes

## Organisation
Die Behörde gliederte sich in folgende Bereiche:
- Behördenleitung, Präsident, Stabsstelle / Pressestelle
- Abteilung 1: Zentrale Angelegenheiten
- Abteilung 2: Recht und Verwaltungsmanagement
- Abteilung 3: Betrieb, Verkehr
- Abteilung 4: Planung, Bau
- Abteilung 5: Brücken, Ingenieurbau

## Dienststellen
Es gab folgende Dienst- und Außenstellen:
- Dienststelle München in Maisach
- Dienststelle Kempten
- Dienststelle Regensburg
- Außenstelle Deggendorf
- eine Verkehrs- und Betriebszentrale und Fernmeldemeisterei in Freimann für den ganzen Zuständigkeitsbereich
- und eine Reihe von Autobahnmeistereien verteilt im südbayerischen Zuständigkeitsbereich mit zugeordneten Streckenabschnitten (Betriebsstrecken).

Mit der Reform der Bundesautobahnverwaltung ging die Verantwortlichkeit am 1. Januar 2021 an den Bund und die neugegründete Autobahn GmbH des Bundes über. Seither ist die ehemalige Autobahndirektion Südbayern die Niederlassung Südbayern der Autobahn GmbH. der bisherige Präsident Michael Kordon wurde damit zum Niederlassungsdirektor.

## Aufgabe und Zuständigkeitsbereich
Die Autobahndirektion Südbayern war verantwortlich für die Straßenbauverwaltung der Bundesautobahnen:

(meist beginnt/endet Zuständigkeitsbereich im Großraum der genannten Stadt oder nahegelegenen Landes- oder Staatsgrenzen)

(Angaben in Klammern geben grob den Gesamtverlauf der Autobahn an)
- A 3 ⇒ (Niederlande, Hessen) ↔ Regensburg ↔ Deggendorf ↔ Passau ↔ (Österreich)
- A 7 ⇒ (Dänemark, Baden-Württemberg) ↔ Ulm ↔ Memmingen ↔ Kempten ↔ (Österreich)
- A 8 ⇒ (Luxemburg, Baden-Württemberg) ↔ Ulm ↔ Augsburg ↔ München und München ↔ Rosenheim ↔ Bad Reichenhall ↔ (Österreich)
- A 9 ⇒ (Berlin) ↔ Ingolstadt ↔ München
- A 92 ⇒ München ↔ Landshut ↔ Deggendorf
- A 93 ⇒ (Hof) ↔ Regensburg ↔ Autobahndreieck Holledau
- A 94 ⇒ München ↔ Mühldorf am Inn ↔ Marktl
- A 95 ⇒ München ↔ Garmisch-Partenkirchen ↔ (Österreich)
- A 96 ⇒ (Baden-Württemberg) ↔ Memmingen ↔ München
- A 99 ⇒ Autobahnring München

und der Bundesstraßen
- B 2neu Eschenlohe – Oberau-Süd (4-streifiger Neubau nach den Trassierungsrichtlinien einer Autobahn)
- B 15neu ⇒ Regensburg ↔ Landshut (↔ A 94 ↔ Rosenheim (4-streifiger Neubau nach den Trassierungsrichtlinien einer Autobahn))

mit einem Streckennetz von 1.231,4 km Autobahn und 56 km Bundesstraße.

### Autobahnmeistereien
- Freising
- Hohenbrunn
- Ingolstadt
- München-Nord
- München-West
- Rosenheim/Holzkirchen
- Siegsdorf
- Starnberg
- Inning
- Memmingen/Vöhringen
- Mindelheim
- Pankofen
- Kirchroth
- Pentling
- Pollenried
- Sulzberg
- Wörth a.d. Isar[5]

Die Autobahndirektion Südbayern war eine Behörde des Freistaats Bayern, die im Auftrag des Bundes den Bau, Betrieb und die Verwaltung der Autobahnen im Zuständigkeitsbereich übernahm Die Kosten für den Bau werden vom Bund übernommen. Die Kosten der Planung und der Verwaltung trägt das Land, erhält für den Bau eine Zweckausgabenerstattung, die 2018 erhöht wurde aber nur einen kleinen Teil der tatsächlichen Planungskosten abdeckt. Mit der Reform der Bundesstraßenverwaltung hat der Bund die Planungskosten und die Kosten für das Personal komplett übernommen.
Der Zuständigkeitsbereich erstreckt sich auf die Regierungsbezirke Oberbayern, Niederbayern und Schwaben. Hinzu kommt noch der Großraum Regensburg aus der Oberpfalz.
Das Streckennetz ist aufgeteilt in Betriebsstrecken, für die jeweils eine Autobahnmeisterei zuständig ist.
2013 befuhren täglich ca. 940.000 Fahrzeuge dieses Streckennetz.
Im Bundesverkehrswegeplan 2030 sind für den Bereich der Autobahndirektion Südbayern Projekte von rund 8 Milliarden Euro in der höchsten Dringlichkeit eingestuft. Schwerpunkte sind neben der durchgehenden Fertigstellung der A 94 bis nach Pocking (A3) auch der Ausbau des München Autobahnrings A 99 und der Ausbau der A 8 vom Autobahnkreuz München-Süd bis zur Anschlussstelle Traunstein/Siegsdorf.
Durch die enge Verzahnung der Autobahndirektion Südbayern mit den Staatlichen Bauämter unter dem Dach der Bayerischen Straßenbauverwaltung wurden in der Vergangenheit auch wichtige Autobahnprojekte von den Staatlichen Bauämtern geplant und gebaut. So wurden beispielsweise für die Durchführung der Projekte für die Fußballweltmeisterschaft 2006 Fachleute von mehreren staatlichen Bauämtern bereitgestellt, um die Projekte fristgerecht fertig stellen zu können.

## Reform der Bundesautobahnverwaltung
Am 14. Oktober 2018 haben die Ministerpräsidenten der Länder zusammen mit den verantwortlichen Ministern der Bundesregierung zusammen mit der Reform des Länderfinanzausgleichs eine grundlegende Reform der Autobahnverwaltung beschlossen. Die bisher von den Bundesländern ausgeübten Aufgaben wurden zum 1. Januar 2021 von der Die Autobahn GmbH des Bundes übernommen. Die Mitarbeiter der Autobahndirektion Südbayern wurde zusammen mit knapp 15.000 Beschäftigten der anderen Autobahnverwaltungen der Länder im Rahmen eines Betriebsübergangs noch im Jahr 2019 in die 2018 gegründete GmbH überführt. Da die neue Autobahn GmbH keine Behörde ist, wurde für die hoheitliche Aufgaben und als Dienstherr für die zum Bund gewechselten Beamten das Fernstraßen-Bundesamt in Leipzig gegründet. Das Fernstraßen-Bundesamt ist für alle Genehmigungen von Bauanträgen und Bebauungsplänen im 100-Meterbereich der Autobahn direkt zuständig. Anträge sind daher von den Kommunen und Landratsämtern direkt an das Fernstraßen-Bundesamt zu schicken. Als Straßenbaulastträgers und als Grundstückseigentümers der Autobahn ist die neue Niederlassung Südbayern der Die Autobahn des Bundes bei Bauanträgen und Bebauungsplänen zu beteiligen.
Die Zuständigkeit für die bisher von der Autobahndirektion Südbayern betreuten Bundesstraßenprojekte sind mit der Reform auf die örtlichen Staatlichen Bauämter übergegangen. Um einen Stopp der Projekte zu verhindern und damit einen Weiterbau sicherzustellen, wurden Baudurchführungsvereinbarungen zwischen der Autobahn GmbH und dem Freistaat Bayern abgeschlossen. Die Niederlassung Südbayern ist dadurch weiterhin für die Baudurchführung verantwortlich. 

## Gebäude

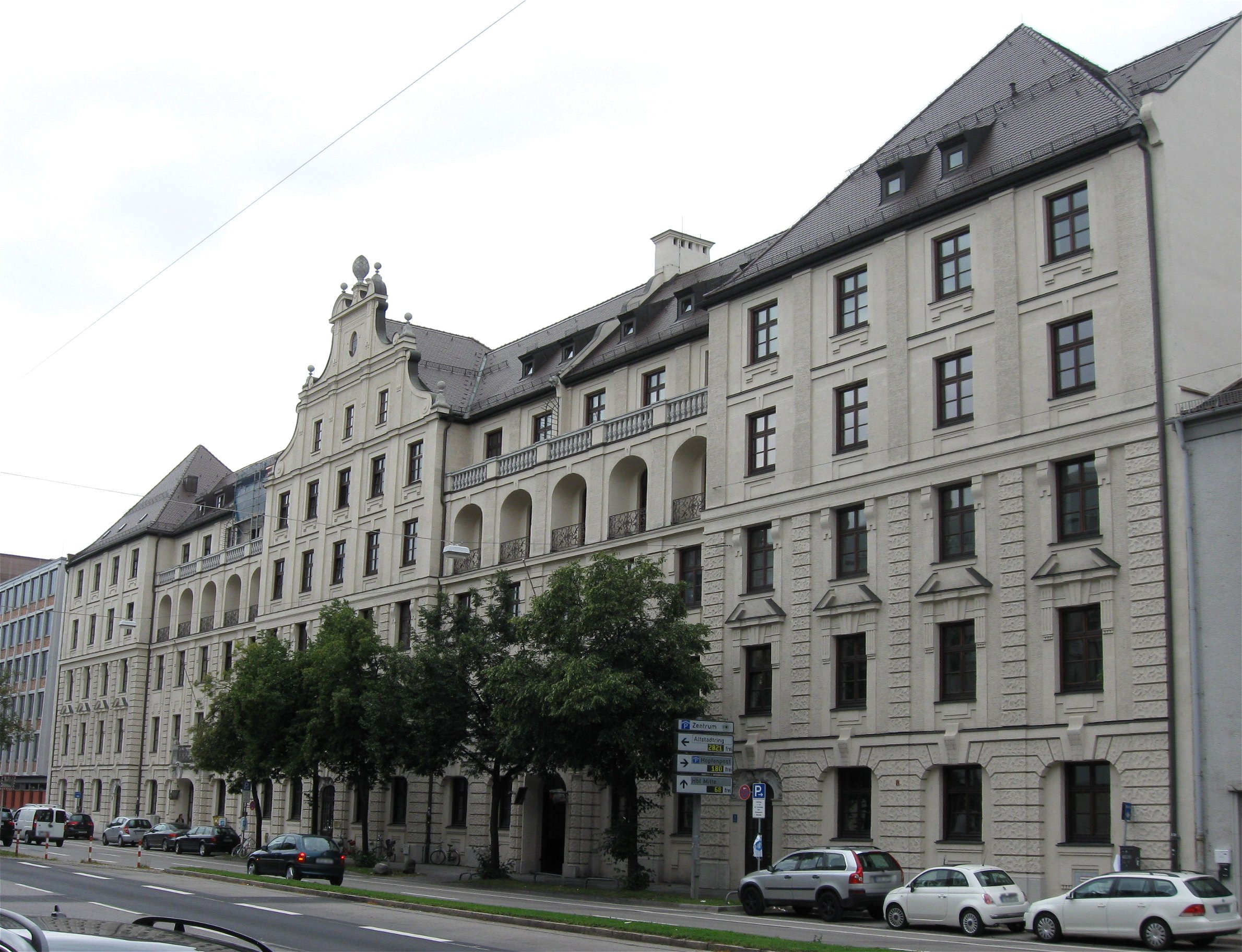
Seidlstr. 7-9-11, 80335 München

Die Autobahndirektion Südbayern befindet sich mit ihrem Hauptsitz seit 1945 in der Seidlstraße 7–11 im Stadtteil Maxvorstadt. Ein langgestreckter, reich gegliederter neubarocker Risalitbau, laut Inschrift am Balkongitter des Figurenportals als Wohnhaus erbaut 1901 vom Münchner Architekten Emanuel von Seidl. Das Gebäude ist in der Liste der Bayerischen Denkmalliste unter der Akten-Nr. D-1-62-000-6461 eingetragen.
Es hat fünf Etagen auf einer Grundfläche von ca. 1500 Quadratmetern und auf einer Grundstücksfläche von ca. 2700 Quadratmetern. Die drei Hausnummern 7, 9 und 11 sind jeweils ein eigenes Grundstück, auch am Gebäude ist auf dem Dach eine entsprechende Aufteilung angedeutet. Die Frontseite hat eine Länge von ca. 93 Metern. Insgesamt dominiert das Gebäude im historischen Baustil diesen Straßenabschnitt der Seidlstraße, es ist umgeben von zweckmäßigen Büroneubauten.
Die Entfernung zum Münchner Hauptbahnhof beträgt nur ca. 600 Meter, zur U-Bahn- und Tramhaltestelle Stiglmaierplatz (U1+7, Tram 20+21+22) sind es 300 Meter.